# San Bernardo Mixtepec
San Bernardo Mixtepec è un comune del Messico, situato nello stato di Oaxaca.